# ハサン・ナスララの死
ハサン・ナスララの死 (ハサン・ナスララのし)は、レバノンのシーア派イスラム主義組織、ヒズボラの書記長であるハサン・ナスララがイスラエル軍に暗殺されたことを指す。

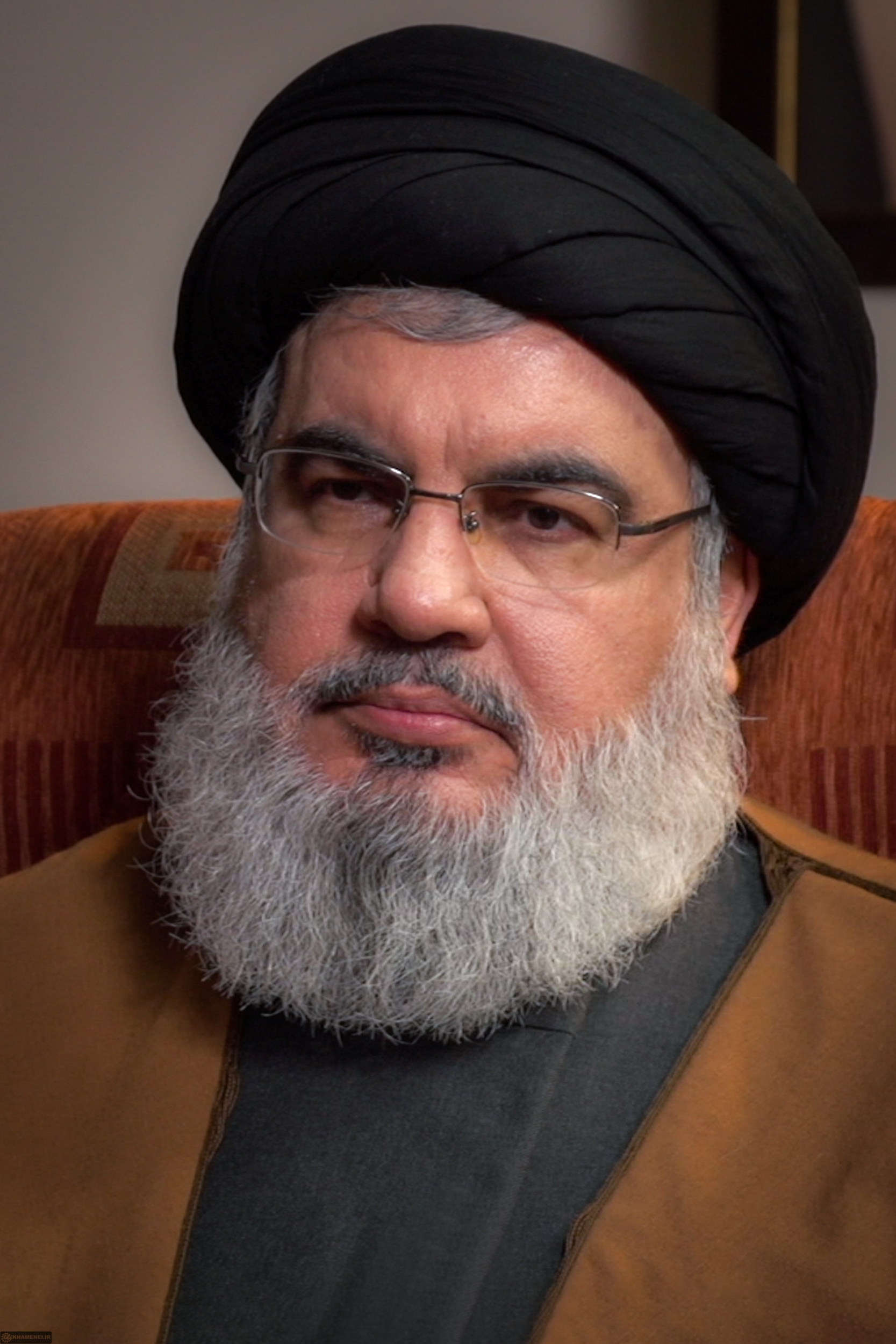
ハサン・ナスララ

## 暗殺までの経緯
1992年に前ヒズボラ書記長であるアッバース・アル＝ムーサーウィがイスラエル軍に暗殺された後、ナスララはヒズボラの書記長として選出された。
ナスララは穏健派であったアッバース・アル＝ムーサーウィとは違い、イスラエルに対して鮮明な敵対姿勢を示したり、他国へシーア派を広めようとしたり、レバノンに駐在するアメリカ軍を襲撃するなどかなり活発に活動する人物であった。しかし、それ故にイスラエルやアメリカなどから危険視されていった。

## 暗殺
2023年、パレスチナのイスラム原理主義組織であるハマスがイスラエルを襲撃したことを発端に2023年パレスチナ・イスラエル戦争が開戦し、ナスララ率いるヒズボラはハマス側についた。ナスララは「ハマスへの支援」という形でイスラエル領内に攻撃をはじめ、ハマスと共にイスラエル、アメリカから攻撃の対象となった。最初はイスラエルに対して攻勢を強めていたが、イスラエルのミサイル迎撃やハマスの最高指導者、イスマーイール・ハニーヤの暗殺などで徐々に勢いを失い、ついには戦闘員が携帯していたポケベルが爆発し、レバノン首都への空爆もエスカレートしていった。
2024年9月27日、ナスララはヒズボラの拠点の地下にいたところをイスラエル軍によって空爆され、死亡した。

## 葬儀
2025年2月23日にはベイルートで葬儀が執り行われ、ヒズボラ筋によれば約80万人が参列したとも報じられている。ヒズボラが弱体化する中、軍事的、政治的な勢力を誇示する場として利用する意図もあったとされる、一方でこの日、イスラエル国防軍はナスララ殺害の場面と称する映像を公開したほか、葬儀の最中にはレバノン南部や東部の複数地点を攻撃した。

## その後
ナスララのいとこでありヒズボラの執行評議会議長で、ナスララの後継候補と目されていたハシェム・サフィエディンもまた、同年10月3日のイスラエル軍の空爆により死亡した。
2024年10月30日、ヒズボラは新しい最高指導者として副指導者のナイーム・カーセムを選出した。